# Electronic Mobility
Der Begriff Electronic Mobility bezeichnet mobile Arbeitsformen in der Arbeitswelt, in denen die Arbeitsinhalte und -vorgänge computernetzwerktechnisch durch mobiles Internet im geographischen Raum mobil und im „virtuellen Raum“, im sogenannten „Cyberspace“, organisierbar werden.
Neue Informations- und Kommunikationstechnologien (IKT), beispielsweise mobiles Telefonieren und mobiler Datenzugriff über Smartphones und Notebooks, haben das hohe Ausmaß der Verfügbarkeit an Electronic Mobility überhaupt erst möglich gemacht und prägen die räumliche Mobilität vieler Beschäftigter. Die Electronic Mobility eröffnet Möglichkeiten der räumlichen und zeitlichen Unabhängigkeit, so dass auf der anderen Seite auch Wege zum Arbeitsplatz oder Dienstreisen wegfallen können (vgl. Rump, 2009, als Buch veröffentlicht: 2010).
Organisationstechnisch wird mit dem Begriff Electronic Mobility die Abwicklung von Aufträgen und Geschäftsprozessen über das Internet bezeichnet, bei der vor allem Arbeitsvorgänge losgelöst von der Mobilität der Person mobil im virtuellen Raum mit Hilfe der Maschine-zu-Maschine-Kommunikation organisiert werden können. Ermöglicht wird dies durch technische Innovationen wie Assistenz- und Delegationstechnik (wie etwa Softwareagenten) sowie durch die Möglichkeiten der Kommunikationen zwischen Maschinen. Die Kommunikation machine-to-machine wird von den großen IT-Unternehmen als einer der größten Wachstumsmärkte angesehen.

## Begriffsherkunft
Der Begriff entstand im Rahmen eines großen Technologieprojektes der Bundesregierung in den Jahren 2002 bis 2004. Die Bezeichnung Electronic Mobility wurde vom Forum Soziale Technikgestaltung beim DGB Baden-Württemberg im Jahr 2002 als Begriff für zukünftige Formen der Arbeitswelt geprägt. Das Forum Soziale Technikgestaltung brachte diesen Begriff in das Leitprojekt des Bundesministerium für Wirtschaft und Technologie (BMWi) ein, das den Namen MAP - Multimedia-Arbeitsplatz der Zukunft trug.
Das Forum Soziale Technikgestaltung, ein Personennetzwerk von rund 1800 Frauen und Männern aus Betriebs- und Personalräten, Forschungs- und Entwicklungsabteilungen, Unternehmen, Betrieben, Handwerk, Erwerbsloseninitiativen und Frauennetzwerken, leitet in MAP die Querdenkergruppe „arbeit 21“.

## Begriffsinhalt
In den Fachdiskussionen über „Neue Infrastrukturen der Arbeit“ gehen die Experten aus Wirtschaft, Gewerkschaften und Wissenschaft davon aus, dass die Wandlungsprozesse in der Arbeitswelt nicht nur die Arbeitsform (zum Beispiel das Organisationsmodell), sondern auch das Arbeitsverhältnis strukturell verändert. Hierbei ist insbesondere an die Pluralisierung und tendenzielle Minimierung der Zahl der Normalarbeitsverhältnisse und die Zunahme neuer Selbstständigkeiten aber auch an die steigende „Virtualisierung der Arbeitswelt“ und die „Entbetrieblichung der Arbeit“ zu denken. Electronic Mobility baut auf diese Entwicklungen auf bzw. resultiert aus ihnen.
Unter Electronic Mobility werden derzeit fünf unterschiedliche Formen netzgestützter oder IT-begleiteter Arbeit bzw. Arbeitsmodule als „personale“ und „nicht-personale Mobilität“ zusammengefasst, die sich intelligenter Wege der Assistenz, der Delegation oder anderer agentenbasierter Hilfsmittel bedienen.
Die Revolutionierungen der Vorstellungen von mobilem Arbeiten – gegenüber dem traditionellen Außendienst alter Prägung – liegen zudem im Prozess einer „intelligenten Intensivierung“ (Schröter). Darunter ist der Vorgang zu verstehen, dass sich die Produktivität mobilen Arbeitens erheblich erhöht, in dem sie sich auffächern lässt in verschiedene Dimensionen von Mobilität, die entweder personen- oder nutzungsbezogen integriert werden. Dies ist mehr als die bisher bekannte vor allem personenbezogene Verdichtung von Arbeitsabläufen. Aus der Sicht von Electronic Mobility umfassen die erkennbaren neuen Mobilitäten von Arbeit
- die Mobilität der Person (personale Mobilität),
- die Mobilität der Arbeit bzw. der Arbeitsinhalte zum Teil losgelöst von der Person (nicht-personale Mobilität),
- die Mobilität technischer Werkzeuge,
- die Mobilität von Arbeitsbeziehungen in dynamisch-mobilen Arbeitsteams oder zu ebenso mobilen Kunden bzw. Kundengruppen und
- die virtuelle Mobilität in parallelen Umgebungen.

Generell ist davon auszugehen, dass in zukünftigen Arbeitswelten strenge Zuordnungen von Arbeitsformen zu bestimmten Inhalten mehr und mehr durchbrochen werden. Dies bedeutet, dass sich wechselnde Mischungen von stationärem und mobilem, arbeitsteiligem und ergebnisorientiertem, betriebsstandortbezogenem und virtuellem, interaktivem und face-to-face-geprägtem Arbeiten einstellen. Die Mischungen bilden strukturell eine neue Konstante, nur die Anteile der Mischbestandteile sind flexibel. Reine Online-Arbeitsformen und reine PC-freie Arbeitsplätze werden zu Ausnahmen. In diesen Kontexten bildet Electronic Mobility eine Weiterentwicklung des E-Working. Unter den fünf genannten Tendenzen ist im Einzelnen folgendes zu verstehen:

### Mobilität der Person
Traditionell geht man beim Begriff „mobiles Arbeiten“ von der Vorstellung aus, dass die handelnde Person zur Erledigung ihrer beruflichen Aufgaben oder zur erhöhten Kompatibilität von Freizeit und Beruf bzw. Beruf und Familie zwischen verschiedenen Arbeitsorten selbst mobil ist. Neben der Mobilität von Berufstätigen, die ohne Technikunterstützung auskommen, steigt die Zahl jener Arbeitsumgebungen, die sich als technikgestützte Mobilität beschreiben lassen. Die Arbeitsaufgaben folgen dabei der/dem Beschäftigten. Technische Hilfsmittel sorgen für den Transport des Arbeitsinhaltes hin zu dem jeweiligen Standort des/der aktiv Handelnden. Gesprochen wird von „personaler Mobilität“ (Schröter).

### Mobilität der Arbeit – Mobilität der Arbeitsinhalte
Die Infrastrukturen neuer Kommunikationstechniken erlauben (auf der Basis des Einsatzes von Software-Agenten und Ähnlichem) die Mobilität von Arbeitsinhalten durch Assistenz und Delegation losgelöst von der Mobilität bzw. Immobilität des/der jeweils Beschäftigten. Es geht um „nicht-personale Mobilität“ (Schröter). Während in der klassischen industriellen Arbeit mit dem Gedanken von durchlaufenden zentralen Maschinenzeiten die Ortsgebundenheit produktiver Arbeit bei gleichzeitiger Rotation der Arbeitenden bekräftigt wurde, erlaubt die Virtualisierung von Arbeitsschritten die dezentral-mobile Bereitstellung sowie mobile Verfügbarmachung von Arbeit. Arbeit wird personen-ungebunden mobil. Das bedeutet, dass Arbeit losgelöst von der Person mobil im virtuellen Raum organisierbar wird. Dies ist, was das Abstraktum „nicht-personale Mobilität“ im Kern ausdrückt. Zugleich finden sich Formen der Mobilität der Arbeit, bei denen die Arbeit zusammen mit der Person mobil ist.

### Mobilität der technischen Werkzeuge – Mobilität von Anwendungen
Neben der Frage nach der Mobilität der Person und der Mobilität der Arbeitsinhalte verstärken die technischen Innovationsentwicklungen die Mobilität von Werkzeugen. Darunter sind einerseits mobile Endgeräte zu verstehen, andererseits ist darunter vermehrt die Mobilität von plattformunabhängigen Software-Anwendungen und von Software-Agenten zu subsumieren. Dies ist relevant für die Arbeitsorganisation und den Wandel der Arbeitskultur, wenn diese mobilen Werkzeuge die Möglichkeiten zur Delegation einräumen, wenn sie eigene technische „Intelligenz“ mit sich führen, wenn sie Arbeitsabläufe, Prozesse, Zugriffe und Transaktionen unterschiedlichster Art eigenständig realisieren, auslösen, beenden, steuern bzw. überwachen können. Die „Überall-Erreichbarkeit“ (Ubiquität) technischer Umgebungen ist ein Kennzeichen des Trends zum mobilen Büro.

### Mobilität von Arbeitsbeziehungen
Eine weitgehend neue Herausforderung für die Gestaltung mobiler Arbeits- und Berufswelten ist die entstehende Komplexität einer beginnenden Mobilität von Arbeitsbeziehungen in dynamisch-mobilen Arbeitsteams oder zu ebenso mobilen Kunden bzw. Kundengruppen. Während in der Vergangenheit zumeist von einer Dynamik zwischen ortsgebundenem Unternehmen bzw. Auftraggeber und mobilem Auftragsausführenden gesprochen werden musste, wird mit der Zahl der „Unterwegs-Tätigen“ die Zahl der dynamischen Beziehungen wachsen. In ergebnisorientierten Arbeitswelten mit (teil-)autonomen Beschäftigten ergeben sich mehr und mehr Relationen zwischen mobilem Auftraggebern und ihrerseits mobiler Auftragnehmern bis hin zu mobilen Auftrags- bzw. Problemlösungsteams. Die Quantität horizontaler Beziehungen jeweils mobil Handelnder nimmt zu, die Dominanz der Ortsgebunden-versus-Mobil-Beziehung verliert relativ an Bedeutung.

### Virtuelle Mobilität
Mit dem Anwachsen von partiell virtuellen Arbeitsumgebungen erhöht sich die Anforderung an die Berufstätigen, sich in verschiedenen virtuellen Tätigkeitsszenarien gleichzeitig zu bewegen. Bei zunehmender Mobilität von Arbeit ist von einer steigenden parallelen Arbeitsweise in kombinierten oder getrennten virtuellen Räumen auszugehen. Virtuelle Mobilität meint hierbei, dass Beschäftigte nicht nur vor den Handlungsschritten „real-zu-virtuell“, sondern zunehmend auch parallel „virtuell-zu-virtuell“ stehen. Die Mobilität zwischen virtuellen Auftrags- und Aufgabenumgebungen steigt an. Bei dem Wechsel zwischen unterschiedlichen technikgestützten Arbeitskulturen sind zudem die Unterschiede in den realen Arbeitskulturen der Branchen bzw. Kunden von wesentlichem Einfluss. Der dynamische Wechsel der Erfahrungswelten ist weit mehr als nur der Wechsel technischer Lösungen.

## Gestaltung von Electronic Mobility
Die Weiterentwicklung der alternierenden bzw. mobilen Telearbeit in Richtung auf neue Formen der elektronischen Mobilität konfrontiert die Tarifpartner zusätzlich mit einem Perspektivenwechsel. In der tarifpolitischen Vergangenheit konnten lediglich der traditionelle Außendienst und bestimmte Ausschnitte der Onlinearbeitswelt erfasst und geregelt werden. Beide Partner gingen dabei beim Begriff Mobilität grundsätzlich von der Bewegbarkeit und den Beweglichkeiten der arbeitenden Person aus. Der Paradigmenwechsel offenbart sich nun mit der zunehmenden Virtualisierung der Arbeit und der agentengestützten Delegationstechnik, womit die arbeitende Person zwar mobil oder immobil, die Arbeit bzw. Module davon selbst jedoch erstmals im durchgreifenden Sinne mobil sein kann. Es stellt für die Gestaltungspartner der Arbeitswelt – Arbeitgeber und Gewerkschaften – eine hohe Herausforderung dar, die elektronische Mobilität der Arbeit zu beschreiben, zu definieren und berechenbaren Rahmenbedingungen zuzuführen. Dies ist für beide Neuland. Neuland wird für die Tarifpartner zugleich die Setzung von Rahmenbedingungen bei der Nutzung von Agenten im Sinne einer rechtsverbindlichen entscheidungsrelevanten Delegation bedeuten, wenn die Delegation als Assistenz und Entscheidungsvorbereitung überschritten ist.

## Netzwerk „SozialCharta virtuelle Arbeit“
Um die neuen Herausforderungen der weiteren Entgrenzung der Arbeitswelt aus der Perspektive der Electronic Mobility zu thematisieren und die Frage nach Rahmenbedingungen und Standards zu prüfen, hat sich eine Fachdiskussion aus unterschiedlichen Interessensträgern zum Dialog über eine „SozialCharta Virtuelle Arbeit“ zusammengefunden. Unter diesem Namen werden die Gestaltungsherausforderungen für die Tarifpartner, die Bildungsträger und die Gesellschaftspolitik kontrovers behandelt.
Die Idee eines Netzwerkes „SozialCharta virtuelle Arbeit“ wurde vom Leiter des „Forum Soziale Technikgestaltung“, Welf Schröter, in die Diskussion gebracht. Im Rahmen des vom Bundesministerium für Wirtschaft und Arbeit BMWA geförderten Vorhabens „mobilmedia“ und des bundesweit ersten Electronic-Mobility-Kongresses im Februar 2005 wurden „Handlungsempfehlungen an die Sozialpartner“ formuliert.